# Tricyphona katahdin
Tricyphona (Tricyphona) katahdin là một loài ruồi trong họ Pediciidae. Chúng phân bố ở vùng sinh thái Nearctic.